# Бандитский криптоанализ
Бандитский криптоанализ (вскрытие с покупкой ключа, шутл. терморектальный криптоанализ, также англ. Rubber-hose cryptanalysis — криптоанализ резиновым шлангом) — метод криптоанализа, при котором «криптоаналитик» прибегает к шантажу, угрозам, пыткам, вымогательству, взяточничеству и т. д. Основным методом является анализ и использование так называемого человеческого фактора — наличия людей как составной части системы защиты информации.
Брюс Шнайер отмечает, что данный метод является мощным и часто самым эффективным методом криптоанализа. Термин «вскрытие с покупкой ключа» он применяет к случаям взяточничества, приводящим к попаданию ключа в руки взломщика.

## Описание
Согласно заявлениям «Amnesty International» и ООН, многие страны в мире постоянно пытают людей. Поэтому логично предположить, что по крайней мере некоторые из этих стран используют (или готовы использовать) некоторые формы «бандитского криптоанализа».
В силу специфики данного метода, в случае его применения время, необходимое для дешифрования сообщения, не зависит от алгоритма шифрования и длины ключа.
На практике, психологическое принуждение может оказаться столь же эффективным, как физические пытки. Ненасильственные, но весьма пугающие методы включают в себя такую тактику, как угроза неблагоприятного уголовного наказания. Стимулом к сотрудничеству может быть некоторая форма сделки о признании вины, предлагающая понижение срока или сокращение списка уголовных обвинений против подозреваемого в обмен на полное сотрудничество со следствием. Кроме того, в некоторых странах угрозы могут основываться на преследовании в судебном порядке, как соучастников, близких родственников допрашиваемого лица (например, жены, детей или родителей), если они не сотрудничают.

## Примеры использования

### В России конца 1730-х годов
В 1738 году главными политическими противниками России были Турция (на юге) и Швеция (на севере). Российский двор, обеспокоенный слухами о переговорах между ними, опасался образования их союза. Поэтому императрица Анна Иоанновна повелела принять все возможные меры для получения соответствующей информации. В то время под началом командующего русскими войсками на юге — фельдмаршала Б. К. Миниха — служил полковник русской армии Х. фон Манштейн. В своих воспоминаниях он описывал следующее: «Предосторожности русского министерства, принимаемые против шведских интриг, доходили до самых насильственных мер и даже до смертоубийства на большой дороге…».

### Расследование кражи данных кредитных карт TJ Maxx 2005 года
Порой преступники обращаются к шифрованию данных диска, чтобы скрыть доказательства своих преступлений. Правоохранительные расследования могут столкнуться с таким препятствием, когда компьютерно-технической экспертизе программного обеспечения не удаётся восстановить пароли шифрования, и остается единственный и проверенный метод: насилие. Например, форма поведения «хороший полицейский, плохой полицейский», к которой турецкое правительство предположительно обратилось для того, чтобы узнать криптографические ключи одного из основных фигурантов в расследовании кражи данных кредитных карт клиентов TJ Maxx.
В 2005 году была совершена кража десятков миллионов номеров банковских карт из незащищенной беспроводной сети магазинов TJ Maxx, которая привела к более чем 150 млн долларов убытка компании. Оба джентльмена, стоящие за ограблением, продали ворованную информацию о кредитных картах онлайн. В конце концов, украденные карточки достигли Максима Ястремского, гражданина Украины, и, по сообщениям СМИ, «главной фигуры в международной купле-продаже украденной информации кредитных карт».
Согласно комментариям, сделанных Говардом Коксом (Howard Cox), занимавшим пост замначальника подразделения по компьютерным преступлениям в Министерстве юстиции США, во время закрытого заседания, после обнаружения шифрования диска, используемого Ястремским, и отказа сообщать пароль доступа к этим данным, Максим был «оставлен турецким правоохранительным органам», которые, вероятно, прибегли к физическому насилию, чтобы заполучить пароль от украинского подозреваемого.
Несмотря на то, что информация подавалась аудитории в шутливой форме и без прямого упоминания методов допроса, из контекста было очевидно, каким способом арестованного удалось «убедить сотрудничать».

## Методы противодействия
Хотя этот термин звучит иронически, он серьёзно применяется в современных криптосистемах. Произвести атаку полным перебором на алгоритм шифрования или на используемый протокол, вероятно, будет намного сложнее и стоить намного дороже, чем просто узнать всю информацию у пользователей системы. Таким образом, многие криптосистемы и системы безопасности спроектированы так, чтобы свести уязвимость человека к минимуму. Например, в криптосистемах с открытым ключом у пользователя может быть открытый ключ для шифрования данных, но может не быть закрытого ключа для расшифрования. Здесь проблема заключается в том, что пользователь, возможно, не сможет убедить злоумышленника, что он сам не может расшифровать. Также примером служит двусмысленное шифрование. Двусмысленное шифрование разрешает прочитать зашифрованное сообщение несколькими осмысленными способами в зависимости от использованного ключа. Иными словами, оно скрывает наличие настоящего сообщения в отсутствие соответствующего ключа шифрования. Это дает пользователю шанс скрыть настоящее сообщение, даже если его вынудили раскрыть свой ключ.

## В культуре
Популярный веб-комикс xkcd в 538-й серии иллюстрирует идею, что в криптосистеме часто слабым звеном является человек, который подвержен атаке с использования дешёвого гаечного ключа для получения пароля, хотя сами данные защищены надёжным вариантом алгоритма RSA.

## Комментарии
1. ↑  От нагретого паяльника, вставленного в задний проход, пытки, якобы распространённой в «лихие 90-е»
2. ↑  От пытки, не оставляющей следов побоев, избиения резиновым шлангом